# Museu Pedagògic Experimental de Barcelona
El Museu Pedagògic Experimental va ser una institució que va obrir les portes a Barcelona el maig de 1905. Sota la direcció de Francesca Rovira de Forn el centre pretenia contribuir a la modernització educativa mitjançant l'activitat investigadora i divulgativa, d'acord amb els corrents europeus de pedagogia progressista.

## Història
Els museus sobre temàtica educativa van sorgir a Europa i Amèrica a finals del segle xix. En els plantejaments museístics clàssics hi prevalia l'exhibició de grans col·leccions d'art i antiguitats, i pretenien la fonamentació dels mites nacionals. En canvi, els museus pedagògics s'orientaven sobretot a convertir-se en centres de recursos de puericultura, així com espais per a conferències i recerca docent. Més enllà de la intenció expositiva, l'interès primordial d'aquests centres consistia a activar moviments de renovació pedagògica.
L'abast dels petits museus pedagògics de fundació privada o local que van proliferar a l'Europa d'entre segles era bastant limitat. Això va possibilitar també que aquestes iniciatives estiguessin més properes als corrents reformadors del pensament educatiu i social. El desinterès de l'administració pública per aquests centres suposava un gran nombre de problemes: una ubicació inestable i a vegades efímera, la penúria econòmica i la dependència financera, el personalisme directiu, etc. No obstant això, aquests centres van promoure el desenvolupament de les noves pedagogies.

## Descripció
El Museu Pedagògic Experimental va obrir les portes al llavors carrer Fernando VII (ara carrer de Ferran) de Barcelona. Aviat va canivar d'ubicació, al carrer Ample, 1, on hi va romandre obert fins al 1914, any en què es va traslladar a la Travessera de Dalt. La impulsora del projecte, Francesca Rovira de Forn, mestra de professió, estava relacionada amb els ambientis lliurepensadors, anarquistes i feministes. Poc se sap de la vida i obra d'aquesta dona, autora del llibre Nou tractament de la sordesa descrita en un article coetani de la Revista Feminal. Aquesta iniciativa, segons pot llegir-se en el Document Fundacional, va néixer amb la voluntat de:
| « | contribuir a la difusió de la cultura integral per la propagació metoditzada d'us nous principis i mitjans pedagògics i higiènics. Procurar que els mestres estiguin al corrent de l'evolució pedagògica (...) i coajudar al perfeccionament dels mitjans educatius, perquè la finalitat d'un poble ha de ser el perfeccionament constant del seu grau de cultura, ja que ha de reportar el major grau de progrés i benestar col·lectiu. | » |

La seva finalitat era la creació de sales expositives i centres de recursos oberts a mestres, escoles i públic en general, amb materials escolars com mapes, làmines i pupitres. Aquestes exposicions temàtiques d'inspiració positivista seguien la "teoria de les coses" de Pestalozzi allunyant-se del concepte de gabinet de curiositats, tan en voga en aquella època. El museu incidia en la presentació racional de les novetats per a l'aplicació en l'ensenyament, abans que la conservació del patrimoni.
Però més enllà del local expositiu, el projecte abanderat per Francesca Rovira per coajudar a la regeneració del país per mitjà de la instrucció, comptava amb diverses seccions. 
- Museu Pedagògic.
- Institut de Pedagogia Experimental, que tenia l'objectiu de millorar la preparació dels mestres a través d'un ambiciós pla d'estudis.
- Laboratori de Psicologia Pedagògica, que comptava amb un gabinet antropomètric i altres elements auxiliars per a l'estudi de la infància.
- Col·legi per a Anormals Mentals, una institució benèfica per a l'educació especial de nens amb discapacitats, generalment abandonats per l'administració pública o tancats en manicomis.
- Escola d'Economia Domèstica, per millorar els coneixements dels progenitors, promoure la puericultura i altres sabers com la nutrició o la higiene.
- Acadèmia d'Alts Estudis Pedagògics, projectada el 1908, on s'impartirien lliçons i conferències pràctiques.
- Biblioteca pública, amb material didàctic aportat pels col·laboradors.
- La revista Evolució Pedagògica, que actuaria com a òrgan d'expressió ressenyant els treballs de les diferents seccions i que explicaria també amb la col·laboració de diferents pedagogs.